# Jüdische Gemeinde Adelsheim

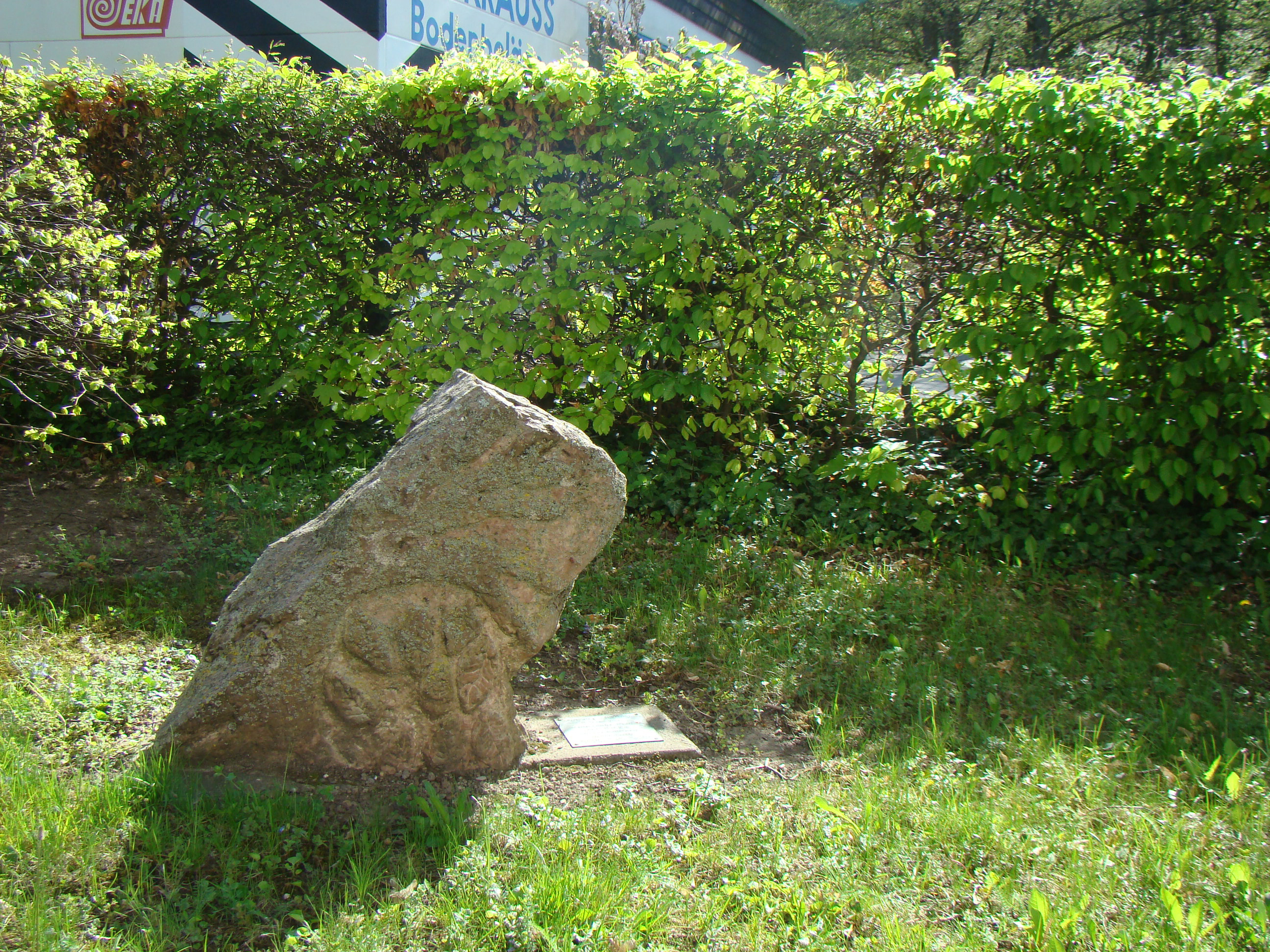
Gedenkstein bei der Jakobskirche für die letzten neun jüdischen Mitbürger Adelsheims, die am 22. Oktober 1940 nach Gurs deportiert wurden

Eine Jüdische Gemeinde in Adelsheim, einer Stadt im Neckar-Odenwald-Kreis im Norden von Baden-Württemberg, bestand bereits im Mittelalter.

## Geschichte
Im Jahr 1338 hatte Kaiser Ludwig der Bayer den Brüdern Poppo und Beringer von Adelsheim erlaubt, in ihrem Gebiet vier jüdische Familien aufzunehmen. Danach sind erst wieder 1690 vier jüdische Familien in Adelsheim urkundlich nachgewiesen. Die jüdische Gemeinde musste zu dieser Zeit an die Herren von Adelsheim jährlich vier Gulden zahlen, um am Sabbat Gottesdienste halten zu dürfen.
Als alle Juden im Großherzogtum Baden 1809 erbliche Familiennamen annehmen mussten, nahmen die fünf Familienvorstände der Adelsheimer Juden folgende Namen an: Alexander, Bieringer, Billigheimer, Hahn und May. Mitte des 19. Jahrhunderts betrieben jüdische Einwohner eine Branntweinbrennerei, ein Manufakturwarengeschäft, eine Wollhandlung, eine Metzgerei mit Viehhandlung und das Gasthaus Zur Rose.
Die jüdische Gemeinde in Adelsheim besaß eine Religionsschule und ein rituelles Bad (Mikwe) in der Synagoge. Sie bestattete ihre Toten auf dem jüdischen Friedhof in Bödigheim und später auf dem jüdischen Friedhof in Sennfeld. Die jüdische Gemeinde hatte einen Lehrer angestellt, der zugleich als Vorbeter und Schochet tätig war. Die Gemeinde gehörte zum Bezirksrabbinat Merchingen.

## Synagoge

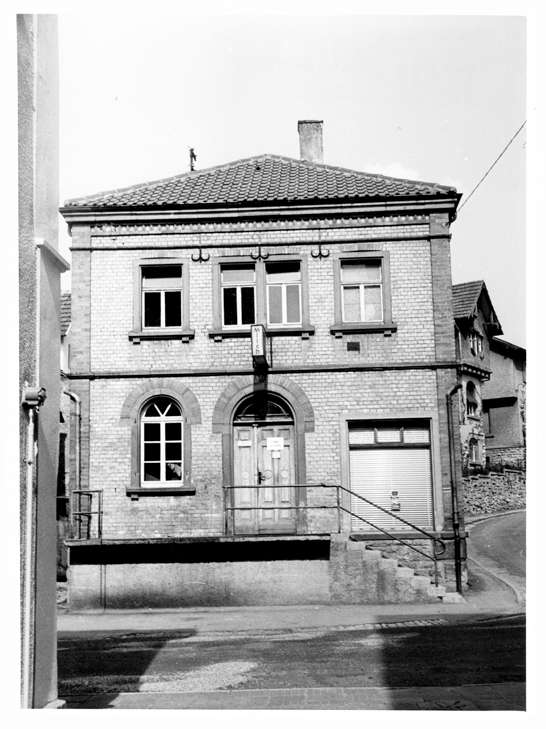
Ehemalige Synagoge

Die jüdische Gemeinde Adelsheim hatte ab der Mitte des 19. Jahrhunderts bis 1889  eine Synagoge in der Turmgasse 27. Das Gebäude wurde in den 1960er Jahren abgebrochen.
In den Jahren 1889/90 wurde in der Tanzbergstrasse/Ecke Untere Austrasse eine neue Synagoge errichtet.
Während der Novemberpogrome am 10. November 1938 wurde die Inneneinrichtung der Synagoge zerstört und die Torarollen öffentlich verbrannt.
Das Synagogengebäude ging 1939 in den Besitz der Stadt Adelsheim über. Seit den 1950er Jahren befand sich im Gebäude die Milchsammelstelle und ein Lager der landwirtschaftlichen Genossenschaft. Im Sommer 1977 wurde das Gebäude abgebrochen.
2005 wurde eine Gedenktafel angebracht.

## Gemeindeentwicklung
| Jahr | Gemeindemitglieder               |
| ---- | -------------------------------- |
| 1690 | 4 Familien                       |
| 1825 | 41 Personen, 3 % der Einwohner   |
| 1855 | 53 Personen                      |
| 1880 | 64 Personen, 4 % der Einwohner   |
| 1885 | 70 Personen                      |
| 1900 | 58 Personen, 3,6 % der Einwohner |
| 1925 | 27 Personen                      |
| 1933 | 33 Personen                      |

## Nationalsozialistische Verfolgung
Auf Grund der Verfolgungen in der Zeit des Nationalsozialismus sind bis 1940 etwa 20 Personen emigriert.
Am 22. Oktober 1940 wurden im Rahmen der sogenannten Wagner-Bürckel-Aktion die letzten acht in Adelsheim lebenden jüdischen Bürger nach Gurs deportiert: Max und Berta Alexander, Heinrich und Ernestine Goldschmidt, Adolf und Katharina Rosenfeld, Adolf und Bona Schorsch. Von ihnen überlebte nur Adolf Schorsch, der 1941 in die USA emigrieren konnte. Die anderen starben in den südfranzösischen Lagern oder wurden nach Auschwitz deportiert und dort ermordet.
Das Gedenkbuch des Bundesarchivs verzeichnet neun in Adelsheim wohnhaft gewesene jüdische Bürger, die dem Völkermord des nationalsozialistischen Regimes zum Opfer fielen.